# Huy Fong Foods
Huy Fong Foods est une marque américaine de sauce piquante basée à Irwindale. 

## Histoire

### Création et débuts
L'entreprise est créée par David Tran, un immigrant arrivé à Boston par bateau au printemps 1979 lors de la migration des boat-people, survenue à la suite de la guerre du Vietnam. 
Peu de temps après son arrivée, Tran décide de s'installer à Los Angeles et y crée sa marque de sauce piquante, qui est officiellement lancée en février 1980. Il commence dans un premier temps à vendre ses produits aux restaurants asiatiques.

### Activité
En 1987, la société déménage à Rosemead. En 2010, l'entreprise ouvre une usine à Irwindale, qui, depuis 2014, est accessible au public et est devenue une attraction touristique,.

### Polémiques
L'odeur émanant de l'usine située à Irwindale a provoqué la colère des habitants, qui ont intenté une action en justice contre la société en octobre 2013, en qualifiant cette odeur de nuisance publique et tentant un ex parte pour faire fermer l'usine,. Le juge de la Cour supérieure de Los Angeles, Robert H. O'Brien, a d'abord refusé la demande, mais moins d'un mois plus tard, il a ordonné la fermeture partielle de l'usine,. Irwindale abandonne les poursuites le 29 mai 2014 à la suite d'une réunion organisée par le gouverneur de l'époque, Jerry Brown, entre la ville et l'entreprise,.

## Produits
Le produit le plus connu et le plus vendu de la marque est la sauce sriracha, dont les ingrédients principaux sont le poivron, l'ail et le sucre. Cette dernière est surnommée « sauce du coq », en référence au coq représenté sur l'emballage de la bouteille.
L'entreprise produit également la sauce sambal oelek ainsi que des sauces au chili et à l'ail.